# Serena Armstrong-Jones
Serena Alleyne Armstrong-Jones, condesa de Snowdon (Serena Alleyne Stanhope; Limerick, Irlanda, 1 de marzo de 1970) es una aristócrata británico-irlandesa.

## Primeros años y educación
Serena Alleyne Stanhope nació en Limerick, Irlanda, como hija del entonces vizconde Petersham y su mujer Virginia Freeman-Jackson, una debutante. Sus padres se divorciaron cuando ella tenía 13 años. Tiene un hermano mayor. A través de su padre, es descendiente del rey Carlos II de Inglaterra, a través de su hijo ilegítimo, Henry FitzRoy, I duque de Grafton, lo que la convierte en prima distante de Diana de Gales, y de otros miembros de la Familia Real Británica.
Stanhope pasó la mayor parte de su infancia entre Chelsea con su padre y la novia de este, Anita Howard, condesa de Suffolk, y Monaco con su madre.
Asistió al St Mary's School de Wantage, donde fue descrita como "más interesada en el lacrosse que en el latín". Después de dejar St Mary's School, comenzó a estudiar arte en Italia. También asistió a un colegio de etiqueta en Suiza.

## Carrera
En 1989, se unió a Sotheby's en prácticas. Luego trabajó como publicista para Giorgio Armani hasta agosto de 1993, dos meses antes de casarse con David Armstrong-Jones.
La condesa, en aquel entonces vizcondesa Linley, tenía su propia tienda llamada "Serena Linley Provence". La tienda cerró en 2014.

## Matrimonio y descendencia
Stanhope se casó con el en aquel entonces vizconde Linley, hijo de la princesa Margarita del Reino Unido y único sobrino varón de Isabel II, el 8 de octubre de 1993 en la Iglesia de Santa Margarita.
A la boda asistieron 650 invitados, incluyendo a Elton John, Diana de Gales, Jerry Hall, Aga Khan y el antiguo rey de Grecia. Además, se estimó un total de 5.000 espectadores en las calles. Llevó un vestido de 9.000 dólares diseñado por Bruce Robbins y "The Lotus Tiara", que le fue prestado por parte de la princesa Margarita. Su segundo vestido fue diseñado por Robinson Valentine.
Los condes de Snowdon tienen dos hijos:
- Charles Armstrong-Jones (1 de julio de 1999 en el Hospital Portland en Londres), un ex-paje de la reina Isabel II.[11][12]
- Margarita Armstrong-Jones (14 de mayo de 2002 en el Hospital Portland en Londres), quien fue dama de honor en la boda real entre Guillermo de Cambridge y Catherine Middleton.[13]

Cuando el vizconde Linley se convirtió en conde de Snowdon tras la muerte de su padre en 2017, se convirtió en condesa de Snowdon. El matrimonio anunció su separación en febrero de 2020.